# Gives (Bertogne)
Pour les articles homonymes, voir Gives.
Gives est un hameau belge de la commune de Bastogne situé en province de Luxembourg et Région wallonne.

## Histoire
Avant la fusion des communes de 1977, il faisait partie de la commune de Flamierge.
Avant la fusion de communes du 2 décembre 2024, il faisait partie de la commune de Bertogne.

## Situation
Gives est une localité ardennaise implantée sur la rive gauche et le versant ouest du ruisseau de Rouette, un affluent de l'Ourthe occidentale.
Le hameau est traversé d'est en ouest par la route nationale 826 Houffalize-Libramont entre les localités de Bertogne et de Givroulle. Les autres localités voisines sont Wigny au nord-ouest et Givry au sud.

## Patrimoine
Gives est un ancien hameau qui étale ses maisons en pierre du pays sur le versant de la Rouette s'élevant progressivement vers le nord-ouest dans un environnement de prairies bordées de haies. Plusieurs fermes ainsi que l'ancien moulin à eau datent du XIXe siècle.
La petite chapelle Saint-Donat a été construite en pierre de schiste avec encadrements de la porte et des deux fenêtres en briques rouges et toiture en ardoises. Elle est pourvue d'un clocheton surmonté d'une croix. Au-dessus de la porte en bois, se trouve l'inscription : St-Donat, préservez-nous de la foudre.
Chapelle potale Sainte-Marguerite de Cortone. Construite par un ancien instituteur de Givroulle, Monsieur Thiry, vers 1930, elle fut dédiée à sainte Marguerite parce qu'il avait perdu une petite fille pareillement prénommée.
Une bascule à bestiaux est visible au cœur du village.

## Activités
Gives possède un gîte rural.